# Okres Tvrdošín
Der Okres Tvrdošín ist eine Verwaltungseinheit im Norden der Slowakei mit 35.749 Einwohnern (Stand: 31. Dezember 2024) und einer Fläche von 479 km². Er grenzt im Uhrzeigersinn an die polnische Woiwodschaft Kleinpolen im Norden und Osten und die Okresy Liptovský Mikuláš im Süden, Dolný Kubín im Südwesten und Námestovo im Nordwesten.
Der Okres liegt in der traditionellen Region Orava (dt. Arwa) und besteht aus der Mischung eines Talkessels und einigen Gebirgen. Der Talkessel Oravská kotlina erstreckt sich im Norden um die Stadt Trstená. Der im Okres liegende Teil umfasst auch Großteil des Arwa-Stausees. Westlich der Stadt Tvrdošín erstreckt sich ein kleiner Teil des Gebirges Oravská Magura. Südöstlich beider Städte erstrecken sich die Skorušinské vrchy und ein Teil der Westtatra, die ein Teil des Tatra-Nationalparks ist. Hauptfluss des Okres ist die vom Arwa-Stausee gespeiste Orava, weitere Flüsse sind die Jelešňa, Oravica und Studený potok.
Hauptstraße im Okres ist die I/59 (E 77), die von Dolný Kubín durch Tvrdošín und Trstená weiter nach Polen geht. Das Netz wird von den Landesstraßen II/520 (Námestovo–Grenze bei Suchá Hora) und II/584 (Podbiel–Liptovský Mikuláš) und anderen Kreisstraßen ergänzt. Vom slowakischen hochrangigen Straßennetz ist bisher nur ein Teil der Schnellstraße R3 um Trstená fertiggestellt worden. Die einzige Bahnstrecke ist die Arwatalbahn, die von Kraľovany heraus kommend endet heute in Trstená. Der Teil nach Suchá Hora und polnische Grenze ist seit 1975 weggelassen.
Historisch gesehen liegt der Bezirk vollständig im ehemaligen Gespanschaft Arwa (siehe auch Liste der historischen Komitate Ungarns). In der Verwaltungsgliederung der Tschechoslowakei in den Jahren 1960–1990 war er Teil des Okres Dolný Kubín, innerhalb des Stredoslovenský kraj (Mittelslowakischer Landschaftsverband).

## Bevölkerung
| Jahr                | 1994   | 2004    | 2014    | 2024    |
| ------------------- | ------ | ------- | ------- | ------- |
| Anzahl der Personen | 33.588 | 35.541  | 36.066  | 35.749  |
| Unterschied         |        | +5,81 % | +1,47 % | −0,87 % |

| Jahr                | 2023   | 2024    |
| ------------------- | ------ | ------- |
| Anzahl der Personen | 35.745 | 35.749  |
| Unterschied         |        | +0,01 % |

## Städte
- Trstená
- Tvrdošín (Turdoschin)

## Gemeinden
| - Brezovica (Bresowitz) - Čimhová - Habovka - Hladovka - Liesek | - Nižná - Oravský Biely Potok - Podbiel - Suchá Hora - Štefanov nad Oravou | - Vitanová - Zábiedovo - Zuberec |

Das Bezirksamt ist in Tvrdošín, eine Zweigstelle in Trstená.

## Kultur
In dem Artikel Denkmalgeschützte Objekte im Okres Tvrdošín findet man Informationen über die vom slowakischen Denkmalamt geschützten Objekte im Okres.